# Maliattha melaleuca
Maliattha melaleuca är en fjärilsart som beskrevs av George Francis Hampson 1910. Maliattha melaleuca ingår i släktet Maliattha och familjen nattflyn. Inga underarter finns listade i Catalogue of Life.